# Igor Hinić
Igor Hinić (Fiume, 4 dicembre 1975) è un pallanuotista croato, vincitore di una medaglia di argento ai giochi olimpici di Atlanta 1996 e d'oro a Londra 2012.

## Carriera
Ha giocato dal 1990 al 2016 con le calottine di Primorje (vincendo una Coppa di Croazia e una Coppa Comen), Roma, Brescia (dove ha vinto il campionato italiano e tre Coppe LEN), Jadran, Mladost (con cui ottiene un campionato croato e due Coppe di Croazia) e Istanbul (conquistando il campionato turco). Con la nazionale ha disputato cinque edizioni delle Olimpiadi.
Dopo essersi ritirato ha intrapreso la carriera di allenatore al Primorje e nelle giovanili della nazionale croata.